# 魏雅欣
魏 雅欣（ぎ がきん、ウェイ・ヤシン、英語: Wei Ya Xin、2000年4月20日 - ）は、中華人民共和国の女子バドミントン選手。2023年、BWFによって年間MIPに選ばれた。

## 経歴
2018年、世界ジュニアバドミントン選手権大会とアジアユースU19バドミントン選手権大会（アジアジュニア選手権）にて、女子シングルスで銅メダルを獲得した。
2022年後半からは2歳歳下の蒋振邦とペアを組み、混合ダブルスの種目で国際大会に出場し始める。

### 2023年
1月のインドネシア・マスターズで準優勝。
3月のスイスオープンでは優勝し、BWFワールドツアースーパー300以上の初タイトル獲得となる。
4月のアジアバドミントン選手権大会では、決勝で世界ランク1位の鄭思維 / 黄雅瓊ペアをストレートで破り、自身初のビッグタイトルを獲得した。
7月の韓国オープンでは、準々決勝で世界ランク1位の鄭思維 / 黄雅瓊を再び下し、準決勝では世界ランク2位の渡辺勇大 / 東野有紗を破って決勝に進出。しかし同胞の馮彥哲 / 黄東萍に敗れ準優勝となった。